# 安井勝
安井 勝（やすい まさる、1938年 - ）は、愛知県出身の元アマチュア野球選手（投手）。

## 来歴・人物
中京商業高校では投手として、同期の鈴木孝雄とバッテリーを組み甲子園に3回出場。2年次の1955年の夏の甲子園では、1年上の長坂育也（日立製作所）とともに投の二本柱となり準決勝に進出するが、この大会に優勝した四日市高に敗退。3年次の1956年の春の選抜はエースとして順調に勝ち進み、決勝で県岐阜商の清沢忠彦に投げ勝ち、優勝を飾る。同年の夏の選手権は準々決勝で米子東高に敗れた。秋の兵庫国体決勝では、甲子園で敗れた米子東高を延長10回1-0で降し優勝を飾る。他の同期に星山晋徳、富田虎人（中日）、1年下に本間勝、小川敏明がいた。
立教大学へ進学。東京六大学野球リーグでは在学中に四連覇を含む5回優勝、全日本大学野球選手権大会2回優勝。1957年には春秋季連続優勝を経験。1959年秋季リーグではリリーフの切札として活躍、1年上の森滝義巳、同期の五代友和の先発陣を支える。同季は早大との優勝決定戦にもつれこむが、これを制し優勝を飾った。他の大学同期には杉本公孝、赤池彰敏（中退）、枝松道輝がいた。
卒業後は社会人野球の丸善石油に進む。1961年の都市対抗に東邦レーヨンの補強選手として出場。1回戦で富士鐵広畑を相手に先発するが、延長10回惜敗。同年の産業対抗では佐々木吉郎（日本石油から補強）とともに主力投手として勝ち進む。決勝では熊谷組と引き分け再試合となる。再試合では先発に起用され島津四郎らと投げ合う。しかし9回に1点差を追いつかれ、延長13回の末に後続が打たれ3-4で敗退、準優勝にとどまった。